# Simulium weji
Simulium weji es una especie de insecto del género Simulium, familia Simuliidae, orden Diptera.

## Distribución
Se distribuye por Tailandia.

## Taxonomía
Fue descrita científicamente por Takaoka, 2001.